# Robert Gernhardt

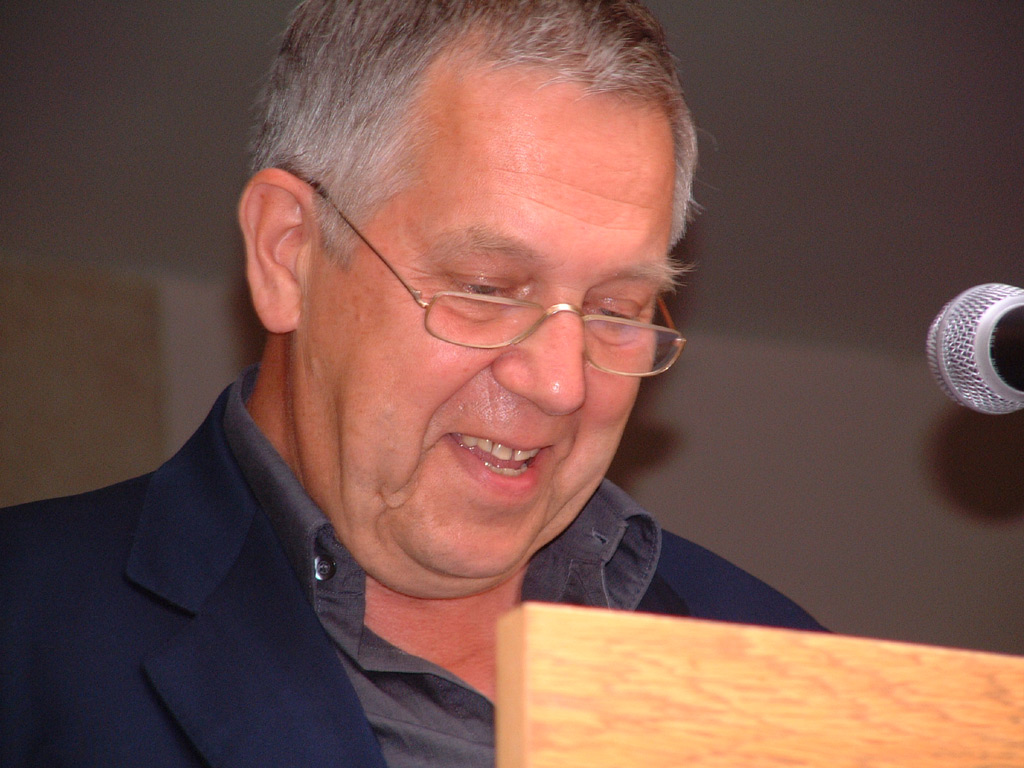
Robert Gernhardt bij een voordracht op 8 juli 2001 in Tübingen

Robert Gernhardt (Tallinn, 13 december 1937 - Frankfurt am Main, 30 juni 2006) was een Duits auteur, lyrist, essayist, tekenaar en schilder.
Hij was een van Duitslands bekendste satirici.
Sommige werken publiceerde hij onder de schuilnamen Lützel Jeman en Hans Mentz.

## Levensloop
Robert Gernhardt werd in 1937 als zoon van een rechter in het Estische Reval (het huidige Tallinn) geboren.
De familie Gernhardt behoorde tot de Duits-Baltische minderheid in Estland en moest in 1939, als gevolg van het Hitler-Stalin-Pakt met de daaruitvolgende annexatie van het
Balticum door de Sovjet-Unie naar Posen in (het door nazi-Duitsland geannexeerde deel van) Polen verhuizen.
In 1945 sneuvelde zijn vader, en na de oorlog werd de familie, net als vele andere Duitsers, door de Russen en Polen verdreven.
De moeder vluchtte met haar drie zonen Robert, Per en Andreas via Thüringen naar Bissendorf bij Hannover. In 1946 verhuisde de familie verder naar Göttingen.
Na zijn middelbare studies in 1956 studeerde Gernhardt in Stuttgart en Berlijn schilderkunst aan de Academie voor Beeldende Kunst,
later volgde hij germanistiek aan de Vrije Universiteit Berlijn.
Sinds 1964 leefde hij als zelfstandig schilder, tekenaar, karikaturist en auteur in Frankfurt am Main.
In 1965 huwde hij schilderes Almut Ullrich, met wie hij verschillende kinderboeken uitbracht.
Na de dood van zijn echtgenote in 1989 huwde hij in 1990 Almut Gehebe.
Gernhardt en zijn vrouw waren Italië-liefhebbers - zij hadden een huis in Toscane waar ze drie tot vier maanden per jaar doorbrachten.
Op 30 juni 2006 stierf hij in Frankfurt am Main aan de gevolgen van darmkanker, waaraan hij sinds juli 2002 leed.
Hij is begraven op het 'Frankfurter Hauptfriedhof'.

## Kunstenaar
Van april 1964 tot december 1965 was Gernhardt redacteur van het satirische tijdschrift pardon,
waar hij in 1964 een van de mede-oprichters was van de rubriek "Welt im Spiegel", die tot 1976 verscheen
en die een grote invloed uitoefende op de humoristische literatuur.
Gernhardts kunstwerken werden in verscheidene exposities tentoongesteld. Zo nam hij deel aan tentoonstellingen in onder meer
Berlijn, Frankfurt am Main, Bazel en Regensburg.
Hij was lid van de Deutsche Künstlerbund.
Samen met F. W. Bernstein, F. K. Waechter, Chlodwig Poth, Eckhard Henscheid, Bernd Eilert,
Peter Knorr en Hans Traxler, allen redacteuren van het tijdschrift Pardon die in onenigheid leefden met de toenmalige hoofdredacteur, was hij mede-oprichter in 1979 van de Neue Frankfurter Schule (NFS), een groep van maatschappijkritische auteurs en tekenaars.
De NFS gaf het satirische magazine "Titanic" uit, Gernhardt was er als humor-criticus prominent in aanwezig.
De door de NFS vaak gebruikte spraak- en nonsensgrappen droegen bij tot het succes van de komieker Otto Waalkes,
voor wiens "Otto-Shows" Robert Gernhardt samen met Bernd Eilert en Peter Knorr een deel van de teksten leverde.
Hij gaf ook boeken van Otto Waalkes uit, en werkte mee aan het draaiboek van vier „Otto”-films.
Gernhardts erkenning als betekenisvol lyricus door de Duitse literatuurcritici kwam er pas in de jaren 90.
Heden wordt hij als een van de belangrijkste hedendaagse dichters in het Duitse taalgebied aangezien.
In de loop der jaren evolueerde zijn werk daarbij van enkel nonsens-verzen en humoristische vormen naar een veelzijdige lyriek.
Hij oogstte vooral respect voor zijn kunst in zijn gedichten gevoelens als droefheid en angst
met ironie en humor te verbinden. Zijn ter gelegenheid van zijn 60e verjaardag (1997) verschenen band "Lichte Gedichte", waarin hij
zijn ervaringen met een hartinfarct en de daaropvolgende operatie verwerkt, werd zeer geprezen. In de in 2004 verschenen bundel "K-Gedichten"
thematiseerde hij zijn kanker.
Bekend is ook zijn theaterstuk uit 1987 "Die Toscana-Therapie", een parodie waarin Gernhardt
schildert hoe de droom van de "betere burger" van een aangenaam leven in Italië zich in een nachtmerrie veranderen kan.
Gernhardt ontving verschillende prijzen voor zijn oeuvre.
In 1983 kreeg hij, samen met zijn echtgenote Almut Gernhardt, de Deutsche Jugendbuchpreis (1983) voor Der Weg durch die Wand.
Verder ontving hij
de Kritiker-Preis der Akademie der Künste (Berlijn - 1987),
de Kulinarischer Literaturpreis (Schwäbisch Gmünd - 1998),
de Literaturpreis für grotesken Humor (Kassel - 1991),
de Stadtschreiber von Bergen (1992),
de Richard-Schönfeld-Preis für literarische Satire (Hamburg - 1996),
de Preis der Literatour Nord (1997),
de Zilveren Griffel (1997),
de Bert-Brecht-Preis van de Stad Augsburg (1998),
de Göttinger Elch voor zijn levenswerk (1999),
de Erich-Kästner-Preis (1999),
de Schubart-Literaturpreis (Aalen - 2001 - samen met Hartmut Schick),
de e.-o-plauen-Preis (2002),
de Rheingau-Preis (2002),
de Stoltze-Preis (2002),
de Deutscher Kleinkunstpreis in de categorie "Kleinkunst" (2003),
de Binding-Kulturpreis (2003 - samen met  F. K. Waechter, Hans Traxler en Eckhardt Henscheid),
de Heinrich-Heine-Preis van de stad Düsseldorf (2004 geëerd als "kritisch waarnemer, dichter en karikaturist van de Duitse toestanden"),
de Joachim-Ringelnatz-Preis voor lyriek van de stad Cuxhaven (2004)
en de Wilhelm-Busch-Preis (Schaumburg - 2006).
In 2001 kreeg hij een eredoctoraat van de Filosofische Faculteit van de Universiteit van Fribourg in Zwitserland.
In 2002 doceerde hij als "poet in residence" aan de universiteit van Essen,
In de winter 2005/2006 hield hij als Heine-Gastprofessor lezingen over lyriek aan de Heinrich Heine-Universiteit in Düsseldorf.
In 2003 werd hij als erelid opgenomen in de Art Directors Clubs van Duitsland.
Gernhardt bleef tot het einde van zijn leven literair actief.
Sommige van Gernhardts werken werden vertaald, onder meer in het Engels, Zweeds en Japans. Nederlandse vertalingen zijn
Wie dit leest is het vierde beest (1976), waarvoor hij in 1977 de Zilveren Griffel ontving, verder nog Wat een dag! (1978) en Het goedhartige varken (1981).